# مام سیف‌الدین

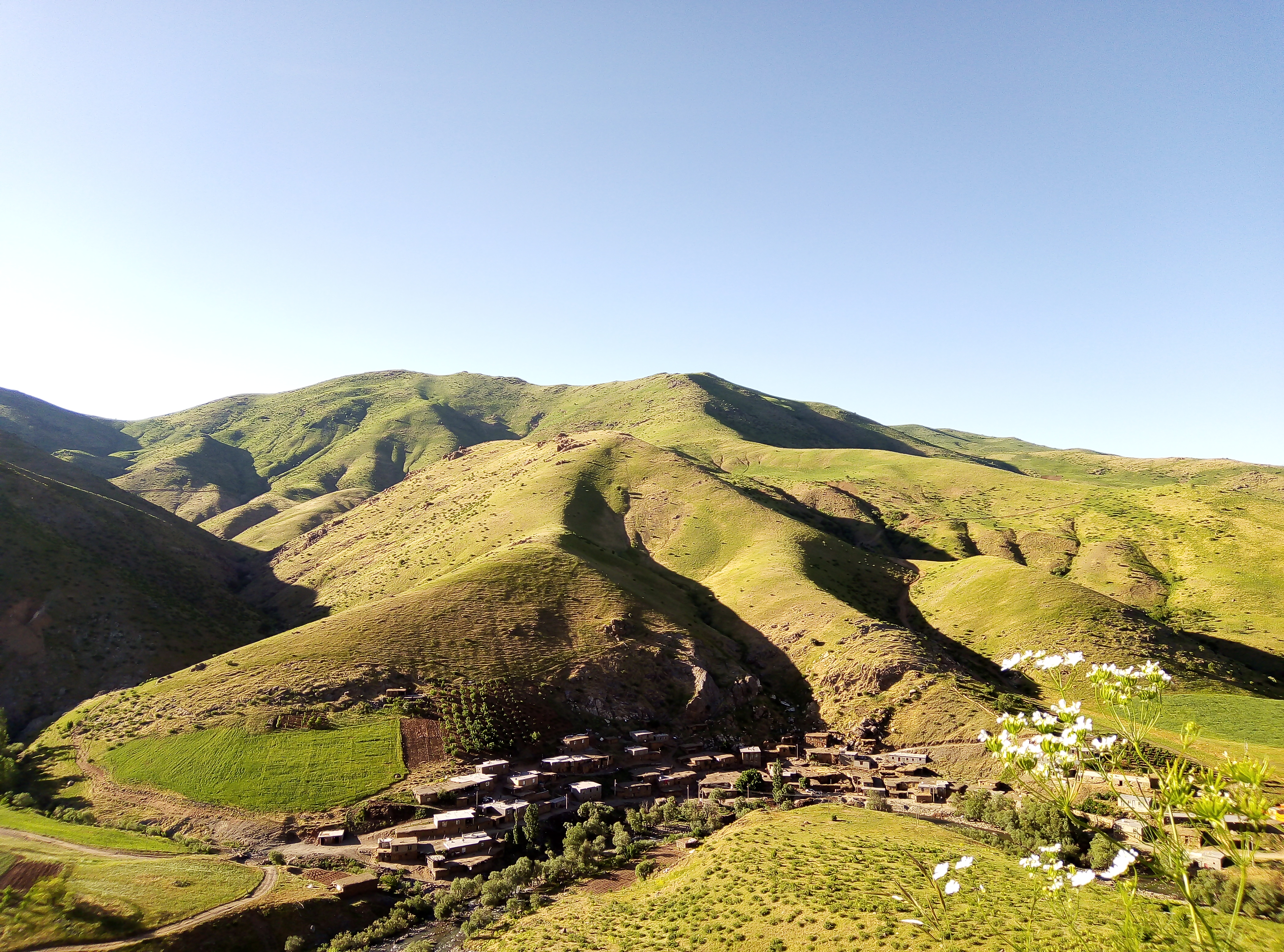
مام سیف الدین

مام سیف‌الدین(به کردی: مام سێوەدین، Mam sêwedîn) روستایی از توابع بخش سرشیو شهرستان سقز است که در استان کردستان ایران قرار دارد

## جمعیت
این روستا در دهستان ذوالفقار واقع شده و جمعیت آن حدود 110 نفر (25 خانوار) است.